# Mark Zuckerberg
Mark Elliot Zuckerberg (n. 14 mai 1984, White Plains, New York, SUA) este un programator american și antreprenor în domeniul internetului. Este co-fondatorul și președintele rețelei Facebook.

## Biografie
Zuckerberg s-a născut în White Plains (New York), tatăl său era medic stomatolog, mama psiholog, iar cele trei surori ale sale au crescut în Dobbs Ferry (New York). Zuckerberg provine dintr-o familie de evrei, cu toate acesta se identifică ateu. Zuckerberg a studiat informatica la Universitatea Harvard. El a fondat Facebook în 2004. În 2006 a renunțat la studiile sale, fără a absolvi. Zuckerberg locuiește împreuna cu iubita lui, Priscila Chan, într-o vilă în Palo Alto, California. Cuplul s-a căsătorit pe 19 mai 2012. Averea familiei Zuckerberg a fost estimată în luna noiembrie 2014 de către revista de afaceri Forbes la aproximativ 34,3 miliarde de dolari SUA. În 2009 Mark a fost declarat cel mai tânăr miliardar pe cont propriu, în viață, din lume. A pierdut acest rang în septembrie 2010, cedându-l partenerului sǎu mai tânǎr cu opt zile, Dustin Moskovitz. Zuckerberg a devenit vegetarian în 2011.